# Makak
Makak (Macaca) je rod úzkonosých opic z čeledi kočkodanovití (Cercopithecidae). Je známo celkem 26 druhů, z toho některé jsou již vyhynulé.

## Výskyt
Makakové se vyskytují v jižní a jihovýchodní Asii včetně ostrovních oblastí (Sulawesi, Malé Sundy, Filipíny, Japonsko), na severozápadě Afriky a jeden druh, magot bezocasý (M. sylvanus), se vyskytuje na Gibraltaru v Evropě. Oblasti Afriky a Evropy nicméně makakové dnes obývají pouze sporadicky, ještě během pleistocénu ale představovali běžnou součást zdejší fauny.
Makakové žijí v lesích, na pláních i ve skalnatých oblastech. Velká ekologická diverzita mezi jednotlivými druhy způsobuje, že jenom málo druhů má sympatrický výskyt. Jednu z výjimek představují makak lví (M. silenus) a makak kápový (M. radiata), kteří se společně vyskytují v jihoindických lesích. Hybridizace často nastává mezi makakem jávským (M. fascicularis) a makakem rhesus (M. mulatta), v místech, kde se jejich areály výskytu protínají.

## Popis a chování
Makakové bývají celkem statné opice, ale stavba těla závisí na každém druhu a prostředí, ve kterém žije. Mezi robustní makaky patří například makak červenolící (M. fuscata) z chladných oblastí Japonska, naopak makak jávský z jihovýchodní Asie je štíhlejší. Přední i zadní končetiny jsou zhruba stejně dlouhé. Jsou přizpůsobeny pohybu na zemi i ve stromoví a mají dobrý úchop. Makakové se pohybují kvadrupedně a objevuje se i šplhání. Lebka nemá žádné specializované znaky. V tlamě mají makakové lícní torby, do nichž si uschovávají potravu.
Makakové tvoří tlupy o různém množství opic. Často se objevují mnohosamcové-mnohosamicové struktury s vysokou socializací. Častá je matrilineární hierarchie, mladé samice v tlupě zůstávají, kdežto mladí samci tlupu opouštějí. Makakové jsou vysoce přizpůsobivé opice, které se mohou živit plodožravě až všežravě. Některé druhy přivykly synantropii (typickým příkladem je thajské město Lopburi). Makakové mají rozvinuté schopnosti učení a napodobování, což z nich dělá inteligentní adaptabilní primáty schopné řešit i složitější problémy. Rozmnožování probíhá sezónně v chladnějších areálech, v tropech celoročně.

## Makakové a člověk
Makakové patří spolu se šimpanzi mezi nejvíce prozkoumané primáty a hrají velkou roli ve vědeckém výzkumu. Oblíbeným druhem je z tohoto pohledu zvláště makak jávský (zřejmě pro svou malou velikost), který je hojně využíván například pro testování léků proti rakovině, diabetu nebo kardiovaskulárním poruchám. V 50. letech 20. století byla pomocí testování na makacích vyvinuta vakcína proti dětské obrně. Probíhají také pokusy s klonováním a roku 2018 zveřejnili čínští vědci, že se makak jávský stal prvním klonovaným primátem pomocí metody přenosu jader somatických buněk (SCNT). Makakové rovněž patřili k druhům, které byly opakovaně vysílány do vesmíru. Řada druhů je dnes nicméně následkem lidských činností ohrožena vyhynutím, makak chocholatý (M. nigra) a makak jihomentawajský (M. pagensis) pak patří mezi kriticky ohrožené druhy.

## Taxonomie
Je uznáno celkem 26 druhů makaků, některé z nich již vyhynuly.
- Macaca sylvanus (Linné, 1758) – magot bezocasý
- Macaca silenus (Linné, 1758) – makak lví
- Macaca nemestrina (Linné, 1766) – makak vepří
- Macaca sinica (Linné, 1771) – makak bandar
- Macaca mulatta (Zimmermann, 1780) – makak rhesus
- Macaca radiata (É. Geoffroy, 1812) – makak kápový
- Macaca fascicularis (Raffles, 1821) – makak jávský
- Macaca nigra (Desmarest, 1822) – makak chocholatý
- Macaca maura (Schinz, 1825) – makak tmavý
- Macaca arctoides (I. Geoffroy, 1831) – makak medvědí
- Macaca assamensis (M'Clelland, 1840) – makak ásámský
- Macaca ochreata (Ogilby, 1841) – makak šedoramenný
- Macaca nigrescens, Temminck, 1849 – makak gorontolský
- Macaca leonina, Blyth, 1863 – makak indočínský
- Macaca cyclopis (Swinhoe, 1863) – makak formozský
- Macaca thibetana (Milne-Edwards, 1870) – makak tibetský
- Macaca fuscata (Blyth, 1875) – makak červenolící
- Macaca tonkeana (Meyer), 1899 – makak tonkeánský
- Macaca hecki (Matschie, 1901) – makak Heckův
- Macaca pagensis, Miller, 1903 – makak jihomentawajský
- Macaca libyca†, Stromer, 1920
- Macaca anderssoni†, Schlosser, 1924
- Macaca jiangchuanensis†, Pan et al., 1992
- Macaca siberu, Fuentes & Olson, 1995 – makak siberutský
- Macaca munzala, Sinha et al., 2004 – makak munzala
- Macaca leucogenys, Li, Zhao & Fan, 2015[1]